# Кастиљионе Вара (Ла Специја)
Кастиљионе Вара је насеље у Италији у округу Ла Специја, региону Лигурија.
Према процени из 2011. у насељу је живело 111 становника. Насеље се налази на надморској висини од 156 м.